# Marley Dias
Marley Dias (Philadelphia, 2005. január 4. –) amerikai aktivista, feminista. A #1000BlackGirlBooks nevű kampány elindítója.
A New Jerseyben élő szorgos olvasó 2016-ban megelégelte, hogy a kalandok, melyeket fehér bőrű fiúkról és kutyáikról olvas a könyvekben nem tükrözik a személye és más fekete bőrű gyerekek által ismert világot. Elhatározta, hogy ezer olyan könyvet gyűjt össze és adományoz el, amelyeknek főszereplői fekete bőrű kislányok.  Az édesanyja segítségével indított kampánnyal mára már 13 000 kötet került egyesületének gondjai alá.
A céljuk az volt, hogy Diasnak és kortársainak legyen lehetősége olyan példaképet választani, akinek az élete és élményei megegyeznek a gyerekek által valóságban átéltekhez.
2018. január 30-án jelent meg Dias "Marley Dias Gets it Done: And So Can You!" c. első saját könyve, amelyben a közösségi média építő jellegű használata, az aktivizmus, a szociális igazságszolgáltatás, az önkéntesség, valamint az igazságosság és reprezentáció témáit vitatja. Könyvében a saját sikertörténetét megosztva motiválja társait a jobb jövőért folytatott harcban.